# Cheat the Gallows
Albums de Bigelf
Hex
(2003)
Cheat the Gallows est le troisième album studio du groupe de rock/metal progressif américain Bigelf.

## Liste des titres
| No  | Titre                    | Durée |
| --- | ------------------------ | ----- |
| 1.  | Gravest Show on Earth    | 5:00  |
| 2.  | Blackball                | 7:02  |
| 3.  | Money, It's Pure Evil    | 3:18  |
| 4.  | The Evils of Rock & Roll | 6:37  |
| 5.  | No Parachute             | 3:43  |
| 6.  | The Game                 | 5:11  |
| 7.  | Superstar                | 3:46  |
| 8.  | Race With Time           | 4:28  |
| 9.  | Hydra                    | 6:23  |
| 10. | Counting Sheep           | 11:20 |

## Composition du groupe
- Damon Fox -  clavier et voix
- Ace Mark - guitare
- Duffy Snowhill - basse
- Steve Frothingham alias Froth - batterie